# Арсенал Ижевского оружейного завода
Виды с высоты
Арсена́л Иже́вского оруже́йного заво́да — промышленное здание XIX века, построенное для хранения оружия, производившегося на Ижевском оружейном заводе. Находится в Ижевске по адресу улица Коммунаров, 287. Разработчик проекта и архитектор — С. Е. Дудин (с участием А. Д. Захарова).
Современное здание, в котором располагается Национальный музей Удмуртской Республики, представляет собой архитектурный памятник эпохи классицизма XIX века. Имеет П-образную форму, обращено открытой частью к югу. Площадь комплекса составляет 3000 м².

## Архитектура
Проектирование комплекса арсенала производилось С. Е. Дудиным в 1803—1813 годах под влиянием идей архитекторов А. Д. Захарова и К. Леду. Начал проектирование С. Е. Дудин, ещё будучи на стажировке в Италии. Для проекта южного фасада и въезда во двор он использовал мотивы проектов А. Д. Захарова.
По генеральному плану 1809 года Арсенал должен был располагаться на старом кладбище — в месте, где сейчас расположен Свято-Михайловский собор. А. Ф. Дерябин отмечал, что это место самое высокое вокруг завода и оно наиболее выгодно для хранения оружия «по причине сухости почвы земли и чистоте воздуха». Смещение сооружения на северо-восток было вызвано приближением жилой застройки и необходимостью удалить от жилья взрывоопасные пороховые погреба. Обособленное расположение арсенала сформировало своеобразный второй градостроительный центр Ижевского завода. Также центральная градостроительная роль арсенала подчёркивалась тем, что он по аналогии с Главным корпусом завода ориентирован открытым двором на юг, а главным фасадом на север. Ориентированный свободно (под углом в 30° к плотине) арсенал ограничивал застраиваемое городское пространство с юго-востока.
Подковообразное в плане здание раскрыто двором на юг, что способствовало лучшему освещению внутренних помещений. Восточная и западная стороны имеют ложные шестиколонные портики. Закругления над оконными проёмами в портиках создают контраст на фоне прямоугольных окон и линий колоннад. В центре двора находился корпус для сборки и чистки оружия. Из него в основное здание вели галереи, позволявшие переносить оружие в непогоду, сохраняя его сухим. С юга комплекс замыкала стена с бойницами и караульней.

## История
Весной 1815 года начались работы по расчистке лесистого участка и копка траншей под фундаменты. Строительство самого здания арсенала начато только в 1823 году после получения финансирования из казны. Артель каменщиков возглавлял крепостной А. Брусничин. Строительство было окончено в 1825 году, а окончательная отделка — в 1827 году.
5 октября 1824 года Император Александр I во время своего визита на Ижевский завод посетил недостроенный арсенал и наградил С. Е. Дудина орденом Владимира 4-й степени. Незадолго до визита Императора во всех трёх ложных портиках Арсенала были установлены не сохранившиеся геральдические композиции, во фронтонах укрепили российских орлов, вылепленных из алебастра, а под ними — рыцарские латы и символы побед. Ижевский арсенал стал последним произведением архитектора С. Е. Дудина, скончавшегося во время строительства здания в 1825 году.
Изначально здание арсенала использовалось как оружейный склад, вмещавший до 75 тысяч ружей. С лета 1826 года в одном из помещений арсенала хранили огромную по тем временам библиотеку уже закрывшегося Ижевского отделения Библейского общества из 741 книги. Осенью 1836 года библиотека была вывезена в Вятку. В 1830-е годы из-за дефицита производственных площадей центральный корпус в течение нескольких лет занимали лакировочная, разборная и обжигательная мастерские с применением открытого огня, что было крайне опасно для хранения оружия. В 1835 году по распоряжению великого князя Михаила Павловича все образцы ижевского оружия были собраны в хронологическом порядке в застеклённых шкафах в среднем зале Арсенала. Осенью 1839 года в этом зале оборудовали небольшой музей оружия, главными экспонатами которого являлись ружья, в изготовлении которых символически участвовали Александр I в 1824 году и наследник престола Александр Николаевич в 1837 году. Также в музее были собраны эталоны отдельных частей оружия, заготовки, инструмент и модели заводских механизмов.
В связи с расширением производства на Ижевском заводе в годы Первой мировой войны в здание арсенала была перемещена с основной территории предприятия ложевая мастерская.

## Передача музею
В феврале 1969 года была освобождена от производственных цехов южная часть восточного крыла, в октябре 1980 года — северная. В 1970 году часть здания арсенала была передана под фонды Национального музея Удмуртской республики, а в феврале 1986 года все корпуса были переданы музею.
селе. Экспозиционно-выставочная площадь музея составляет 2107 м², фондохранилищ — 644 м², парковая — 1,5 га. В составе музея работают 7 отделений, архив, научная библиотека и реставрационные мастерские.
В 1975 году здание арсенала было признано памятником культуры федерального значения. В 1994 году была завершена реставрация зданий, и открылся музей. Указом Президента РФ от 1995 года здание арсенала было взято под государственную охрану в статусе памятника федерального значения. В 2000 году музею было присвоено имя удмуртского поэта и общественного деятеля Кузебая Герда.
К современному зданию арсенала с юга примыкает резиденция главы Удмуртской республики, представляющая собой отреставрированный двухэтажный производственный цех, действовавший с 1941 года.

## Галерея
- Восточный фасад
- Западный фасад
- Западный фасад
- Северный вход
- Центральный вход в музей
- Центральная часть арсенала
- Южные ворота (вид изнутри)
- Памятная табличка на здании арсенала
- Табличка на северном входе
- Резиденция главы Удмуртской республики примыкает к арсеналу с юга